# 2164 Lyalya
2164 Lyalya è un asteroide della fascia principale. Scoperto nel 1972, presenta un'orbita caratterizzata da un semiasse maggiore pari a 3,1884476 UA e da un'eccentricità di 0,1273755, inclinata di 2,61767° rispetto all'eclittica.
L'asteroide è dedicato a Elena ("Ljalja") Konstantinova Ubijvovk, studentessa di astronomia all'Università di Char'kov, morta durante la Campagna di Russia nel 1942.